# ستيفن بلوتشويتز
ستيفن بلوتشويتز (بالألمانية: Steffen Blochwitz) مواليد 8 سبتمبر 1967 في هرتسبرغ، ألمانيا، هو دراج ألماني سابق. سبق أن شارك في دورة الألعاب الأولمبية الصيفية وفاز بميدالية أولمبية.

## الميداليات
| الميدالية | المسابقة                       |
| --------- | ------------------------------ |
| فضية      | الألعاب الأولمبية الصيفية 1988 |

## روابط خارجية
- ستيفن بلوتشويتز على موقع أرشيف الدراجات (الإنجليزية)
- ستيفن بلوتشويتز على موقع إحصائيات الدراجات الإحترافية (الإنجليزية)
- ستيفن بلوتشويتز على موقع أوليمبيديا (الإنجليزية)